# Miguel Vítor
Miguel Ângelo Leonardo Vítor (Ponte do Rol, Torres Vedras, 30 de junio de 1989) es un futbolista israelí. Juega de defensa y su equipo es el Hapoel Be'er Sheva de la Liga Premier de Israel.

## Trayectoria
Empezó en el equipo junior del S. L. Benfica, y tuvo su primera convocatoria en la temporada 2007-08, concretamente el 25 de agosto de 2007 contra el Vitória de Guimarães, ya que los defensas titulares estaban lesionados. En ese partido el equipo no encajó ningún gol y el jugador fue muy aplaudido por los seguidores del Benfica.
Después de ser cedido al Clube Desportivo das Aves, Vítor volvió al equipo de las águilas. Al año siguiente fue cedido por una temporada al club Leicester City Football Club que en aquel momento militaba en la English Football League Championship. Eventualmente regresó a su club natal, donde fue relegado al segundo equipo, y decidió no renovar el contrato. En 2013 firmó como agente libre con el PAOK Salónica FC de la liga griega en la cual estuvo 3 años. Marcó su primer gol en el primer partido del equipo el 17 de agosto de 2013 que quedó 3-0 contra el Skoda Xanthi. En su última temporada se le fue informado que no se le renovaría el contrato.
El 1 de julio de 2016 firmó como agente libre con el Hapoel Be'er Sheva en un contrato de 3 años con el equipo israelí. Marcó su primer gol de la temporada el 15 de septiembre en el partido de la Liga Europa de la UEFA por el grupo K, contra el Inter de Milán en el Estadio Giuseppe Meazza, partido que terminó en un 2-0 histórico a favor de los israelíes. El 15 de octubre marcó su primer doblete en el partido de la Liga Premier de Israel contra el Maccabi Petah-Tikvah F. C., el cual culminó 5-0. El 28 de diciembre se consagró campeón de la Copa Toto de Israel, en una victoria por 4-1 contra el Hapoel Kiryat Shmona F. C. En su primera temporada con el equipo israelí ganó el título de la Liga Premier de Israel. Fue galardonado como el mejor jugador de la temporada según los organizadores de la liga, y según la revista "One" como el mejor extranjero de la temporada.

## Selección nacional
El 1 de mayo de 2022 recibió la nacionalidad israelí tras llevar seis años viviendo en el país, pudiendo así jugar con la selección de Israel. Con esta debutó un mes después, el 2 de junio, en un partido de la Liga de Naciones de la UEFA 2022-23 ante Islandia que terminó en empate a dos.

## Clubes
| Club                          | País       | Año       |
| ----------------------------- | ---------- | --------- |
| S. L. Benfica                 | Portugal   | 2007-2013 |
| C. D. Aves (cedido)           | Portugal   | 2008      |
| Leicester City F. C. (cedido) | Inglaterra | 2010-2011 |
| PAOK de Salónica F. C.        | Grecia     | 2013-2016 |
| Hapoel Be'er Sheva            | Israel     | 2016-     |

## Palmarés

### Campeonatos nacionales
| Título                      | Club               | País     | Año     |
| --------------------------- | ------------------ | -------- | ------- |
| Copa de la Liga de Portugal | S. L. Benfica      | Portugal | 2008-09 |
| Copa de la Liga de Portugal | S. L. Benfica      | Portugal | 2009-10 |
| Primeira Liga               | S. L. Benfica      | Portugal | 2009-10 |
| Liga Premier de Israel      | Hapoel Be'er Sheva | Israel   | 2016-17 |
| Copa Toto                   | Hapoel Be'er Sheva | Israel   | 2016-17 |
| Supercopa de Israel         | Hapoel Be'er Sheva | Israel   | 2017    |
| Liga Premier de Israel      | Hapoel Be'er Sheva | Israel   | 2017-18 |
| Copa de Israel              | Hapoel Be'er Sheva | Israel   | 2019-20 |
| Copa de Israel              | Hapoel Be'er Sheva | Israel   | 2021-22 |
| Supercopa de Israel         | Hapoel Be'er Sheva | Israel   | 2022    |
| Copa de Israel              | Hapoel Be'er Sheva | Israel   | 2024-25 |
| Supercopa de Israel         | Hapoel Be'er Sheva | Israel   | 2025    |

### Distinciones individuales
| Distinción                                                   | Año     |
| ------------------------------------------------------------ | ------- |
| Mejor jugador de la Liga Premier de Israel                   | 2016-17 |
| Mejor jugador extranjero de la Liga Premier de Israel de One | 2016-17 |